# Harald Cronauer
Harald Cronauer (* 4. Dezember 1956) ist ein deutscher Jurist und ehemaliger Politiker (FDP).

## Leben
Nach einem Studium der Rechts- und Politikwissenschaft an der Universität des Saarlandes mit einem kurzen Aufenthalt an der London School of Political Sciences and Economics wurde Cronauer 1985 mit einer Arbeit zum Thema Der internationale Vertrag im Spannungsfeld zwischen Verfassung und Völkerrecht zum Dr. jur. promoviert. Er war als wissenschaftlicher Mitarbeiter am Europa-Institut sowie am Institut für Europäisches Recht und Rechtsvergleichung an der Universität des Saarlandes tätig. Er fand eine Anstellung als Justitiar bei der AG der Dillinger Hüttenwerke und war dort in unterschiedlichen Positionen bis 2004 beschäftigt.

## Politik
Cronauer war seit 1981 Mitglied der FDP. Von 1991 bis 1994 war er Vorsitzender des FDP-Landesverbands Saar und in dieser Funktion zugleich Beisitzer im FDP-Bundesvorstand.

## Schriften
- Der internationale Vertrag im Spannungsfeld zwischen Verfassung und Völkerrecht. Eine rechtsvergleichende Untersuchung zur verfassungskonformen Auslegung bei der verfassungsgerichtlichen Kontrolle völkerrechtlicher Verträge in den Ländern Bundesrepublik Deutschland, Österreich und Schweiz. Florentz, München 1986, ISBN 3-88259-369-5.